# Calyptotheca wasinensis
Calyptotheca wasinensis är en mossdjursart som först beskrevs av Campbell Easter Waters 1913.  Calyptotheca wasinensis ingår i släktet Calyptotheca och familjen Parmulariidae.
Artens utbredningsområde är Röda havet. Inga underarter finns listade i Catalogue of Life.